# 住友重機械ハイマテックス
住友重機械ハイマテックス株式会社（すみともじゅうきかいハイマテックス）は、愛媛県新居浜市惣開町に本社を置く鋳物メーカー。住友重機械工業のグループ会社である。

## 概要
1882年に創業。別子銅山の鉱山道具類の鍛造を手がけたのが始まりである。1980年に住友重機械工業から鋳鍛造業を主体とした「住友重機械鋳鍛株式会社」として独立。
製鉄現場で鉄を加工するために用いられる熱間圧延用鋳造ロール総合メーカーとして、鋳鉄系ロール、鋼系ロール、ハイス系ロールを製造している。自動車の駆動系部品素材や締結材などに使用される条鋼特殊鋼の分野では、国内でトップシェアを有している。また艦船や航路標識などに用いられる錨鎖や鉄鎖など、全ての種類のマリンチェーンを国内で唯一製造している。

## 事業所
- 本社 - 愛媛県新居浜市惣開町5番2号
- 東京営業グループ - 東京都品川区大崎2丁目1番1号 ThinkPark Tower26階
- 大阪営業グループ - 大阪府大阪市北区中之島2丁目3番33号 大阪三井物産ビル9階
- 名古屋営業グループ - 愛知県名古屋市東区東桜1丁目10番24号　栄大野ビル5階

## 沿革
- 1980年 - 住友重機械鋳鍛株式会社として設立。
- 1986年 - オスプレイ世界唯一の製品化に成功。
- 1987年 - 国内最大級の大型堅型遠心鋳造機完成。
- 1988年 - 表面硬化処理工場完成。
- 1990年 - オスプレイ工場完成。
- 1995年 - ハイスロール製造のための一貫体制完成。
- 1999年 - ISO 14001を取得。
- 2000年 - 新日本機械製鎖株式会社を設立。
- 2001年 - 住友重機械ハイマテックス株式会社と改称。新日本機械製鎖を100％子会社化。
- 2002年 - ISO 9001を取得。
- 2004年 - 傾斜可変式小型遠心鋳造機完成。
- 2005年 - 鋳鋼事業から撤退。
- 2006年 - SG事業を黒崎播磨株式会社に営業譲渡。
- 2007年 - アダマイト・黒鉛鋼圧延ロールの品質向上のための鋳造設備一式導入。耐摩耗性を更にアップした新たなダクタイルロール材を開発。
- 2008年 - 新日本機械製鎖を吸収合併。圧延ロール用熱処理炉1台をLPG化へ改造。
- 2010年 - 分塊・鋼片クラス大型圧延ロール加工用旋盤1台導入。
- 2011年 - 発光分析装置更新。
- 2013年 - 粗列適応を可能にした耐熱亀裂性ハイスロール材を開発。
- 2014年 - 新たなハードフェーシング製法の開発に着手。新たな用途向けの圧延ロール新材質の開発に着手。
- 2015年 - 鋳造工場天井クレーンを最新式可変速タイプ（125t/50t）へ更新。
- 2016年 - LMD（レーザーメタルデポジション）設備を導入。自動変態点測定装置の導入。
- 2017年 - LNGサテライト設備を新設。ハイスロール専用予熱炉を新設。